# Клюєв Михайло Михайлович
Миха́йло Миха́йлович Клю́єв (*28 березня 1960) — колишній перший заступник міністра внутрішніх справ України, виконувач обов'язків міністра внутрішніх справ України з 29 січня по 11 березня 2010, генерал-полковник міліції.

## Біографія
Після навчання в школі і професійно-технічному училищі служив в військах ППО.
В ОВС з 1987 року. У 1989 р. закінчив Харківський юридичний інститут.
Службу в органах внутрішніх справ почав міліціонером патрульно-постової служби міліції Шахтарського МВВС. Далі працював на посадах дільничного інспектора міліції, оперуповноваженого відділу по боротьбі з розкраданням соціалістичної власності, заступника начальника міськвідділу.
У 1993 році був призначений начальником Кіровського МВ, потім — начальником Шахтарського МВ.
У 1999 році виконував обов'язки заступника начальника УМВС України в Донецькій області — начальника слідчого управління.
З жовтня 2000 року — начальник Маріупольського МУ УМВС України в Донецькій області.
З лютого 2005 року — начальник ГУМВС України в Донецькій області.
У грудні 2007 року призначений на посаду першого заступника Міністра внутрішніх справ України.
У грудні 2013 року призначений на посаду керівника Секретаріату Конституційного Суду України.